# Zurzach
Zurzach est une commune suisse du canton d'Argovie, située dans le district de Zurzach.
La commune est née de la fusion de Baldingen, Böbikon, Kaiserstuhl, Rekingen, Rietheim, Rümikon, Wislikofen et Bad Zurzach le 1er janvier 2022.

## Personnalités
- August Attenhofer (1828-1862), peintre suisse.